# Кушніренко Євген Федосійович
Кушніренко Євген Федосійович (1937—2013) — український вчений-агроном. Кандидат сільськогосподарських наук. Нагороджений дипломами і медалями Виставок досягнень народного господарства СРСР.

## Життєпис
Народився у Києві. 1956 р. — закінчив середню школу і вступив до Житомирського сільськогосподарського інституту.
1958 р. перевівся до Всеукраїнської академії сільськогосподарських наук у м. Київ. Після закінчення академії отримав фах вченого-агронома і розпочав трудову діяльність на Мліївській дослідній станції садівництва. За 15 років пройшов шлях від молодшого-наукового співробітника до заступника директора з наукової роботи.

## Наукова діяльність
1965 р. — захистив дисертацію кандидата сільськогосподарських наук. З початку 1970-х — житель Черкаси Черкаська область.
З 1975 р. по 1981 р. працював старшим інженером науково-технічного відділу, завідувачем сектором наукових досліджень у Черкаській філії Українського державного інституту по проектуванню садів і виноградників у м. Черкаси.
1981—1992 рр. — працював на посадах завідувача відділу міжгалузевої науково-технічної інформації з сільського господарства, заступником директора з інформаційної роботи у Центрі науково-технічної інформації у м. Черкаси. Опублікував більше 40 наукових статей з питань агрохімії і садівництва.
Після виходу на пенсію (1992 р.) Є. Ф. Кушніренко присвятив себе ентомології, зокрема вивченню видового складу булавовусих (денних. — Авт.) метеликів Черкаської області
За висновками Є. Ф. Кушніренка упродовж 30 років (1965—1996 рр.) в області зникло 5 видів булавовусих, значна частина їх знаходиться на межі зникнення, є рідкісними, занесені до Червоної книги України.
Є. Ф. Кушніренко зробив спробу узагальнити і описати результати спостережень і видовий склад булавовусих лускокрилих у межах Черкаської області. Маршрути його експедиційних виїздів пролягли різними районами області. Результати багаторічних досліджень лягли в основу видання брошури «Булавоусые чешуекрылые Черкащины» (1997, 2005 рр.) накладом в 100 примірників
В анотованому списку з 113 видів, для кожного наведені короткі дані про його біотопічну приналежність, поширення в Черкаській області, біологію і необхідність охорони. Для найцікавіших і маловивчених видів вказані конкретні дані про  знахідки і точкові картосхеми ареалів. Доповненням до цього видання став кольоровий атлас булавовусих метеликів Черкащини, який містить 388 фотографій. Його наклад − 20 екз. Слід зазначити, що видання здійснені за власний кошт і були передані автором у фонди Черкаського обласного краєзнавчого музею.
Після смерті Є. Ф. Кушніренка до Черкаський обласний краєзнавчий музей передана його ентомологічна колекція, яка налічує до 1000 екземплярів комах, спеціальна література на різних мовах з особистої бібліотеки, його робочий інструментарій.